# Гудереде

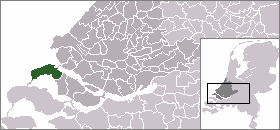
Расположение Гудереде на карте Нидерландов

Гудереде (нидерл. Goedereede, «Безопасная гавань») — город в общине Гуре-Оверфлакке в провинции Южная Голландия, Нидерланды. До 1 января 2013 года Гудереде был отдельной общиной.

## История
Рыбаки, фермеры и торговцы селились в этих местах острова Гуре с древних времён. В 1312 году Гереарт ван Ворне даровал Гудереде права города, а в 1331 году город был наделён правом проведения еженедельной ярмарки.
Гудереде страдал от наводнений 1421, 1530, 1570 (Наводнение дня Всех святых), 1616 и 1682 годов. В 1418 году город был разграблен солдатами Яна Баварского. В 1482 году город сгорел практически дотла из-за того, что одна женщина неудачно выбросила горячую золу, однако впоследствии Гудереде отстроился вновь.